# Krzysztof Łukasiewicz (architekt)

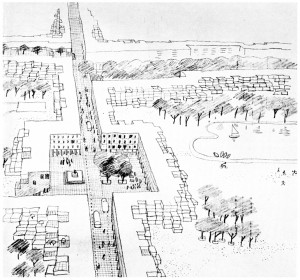
Plan perspektywiczny pracy konkursowej, I nagroda (1972)

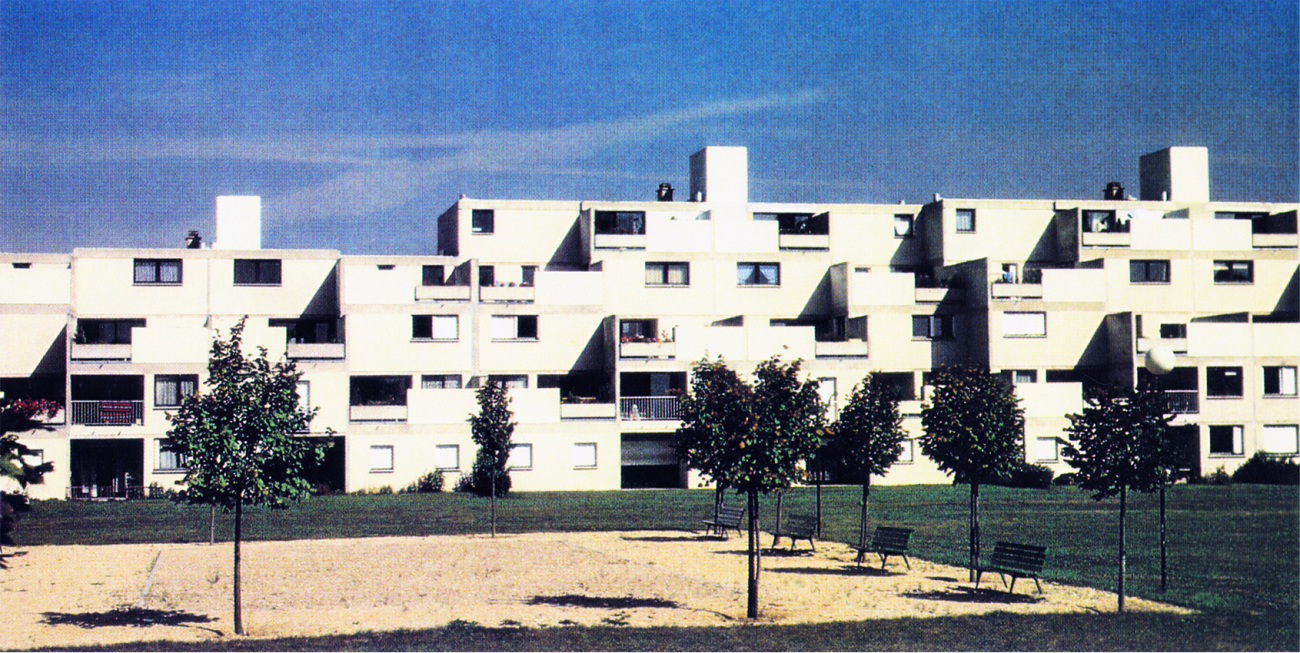
Zrealizowany projekt konkursowy osiedla Les arcades, ILM (immeubles à loyer modéré), Melun-Sénart

Krzysztof Łukasiewicz (fr. Christophe Lukasiewicz) (ur. 16 maja 1933 w Lublinie, zm. 22 maja 1999 w Paryżu) – polski i francuski architekt. 

## Życiorys
Syn Stanisława Franciszka Łukasiewicza i Natalii z Zawidzkich. Studiował na Wydziale Architektury Politechniki Warszawskiej oraz na Wydziale Dekoracji Wnętrz Akademii Sztuk Pięknych. W 1958 wszedł w skład zespołu (Stefan Putowski, Jacek Chyrosz, Maria Krystyna Rudzińska, Romuald Welder, współpracujący: T. Kalinowski, Ewa Łukasiewicz) projektującego zabudowę wschodniej pierzei ulicy Marszałkowskiej tzw. Ściana Wschodnia. Następnie współpracował z Leszkiem Sołonowiczem. W 1962 zachęcony przez swojego promotora Jerzego Sołtana emigrował do Francji, gdzie został asystentem w École nationale supérieure des beaux-arts, pracował z Ewą i Józefem Brukalskimi jako kierownik projektu w pracowni Émile Aillauda. Krzysztof Łukasiewicz był laureatem pierwszej sesji "Plan Architecture Nouvelle" (P.A.N) w 1972, nagrodą była realizacja zespołu urbanistycznego w Melun Sénart (1975). Ponadto projektował meble oraz malował obrazy.

## Twórczość
Krzysztof Łukasiewicz był autorem licznych projektów założeń miejskich i planów architektonicznych, opracował nowy projekt urbanistyczny tj. centralnie położone parki i ogrody otoczone budynkami szeregowymi, ulicami handlowymi i targowiskami. Opracował klasyczny plan miasta tzw. londyński półksiężyc w oparciu o założenie miasta-ogrodu. Tego typu założenie było możliwe do zrealizowania z uwzględnieniem "urbanizacji tysiąclecia" (różnorodność scenerii, wyrównanie terenu, arkady, tarasy). Wykorzystując przemysłowy proces prefabrykacji, stworzył estetykę, zastosowane konstrukcje mogą mieć dominujące cechy estetyczne np. Melun-Senart, Arkady ILM. W ramach tego projektu zainicjował stworzenie miasta kubistycznego.
Tworząc projekty wykorzystywał wszystkie formy architektury, które łączą się z otoczeniem i przyrodą: patio, balkon, tarasy, ogrody oraz wykusze wokół drzew i maksymalizacja terenów zielonych.
Krzysztof Łukasiewicz jest autorem kładki i wind, które umożliwiają dostęp do Jardin Atlantique nad Gare Montparnasse w Paryżu. Zaproponował zastosowanie urbanistycznego planowania ogrodów i parków w Paryżu. Wspólnie z Andre Schuchem opracował funkcjonalny, użytkowy i kulturowy projekt miejski, który uwzględniał renowację zabudowy i przekomponowanie zieleni Champs-Élysées.
Pod koniec życia na krótko powrócił do Warszawy, stworzył wówczas projekt osiedla w Wołominie, które uwzględniają założenie, że charakter domów i zieleni miejskiej tworzą całość. W tym samym czasie Krzysztof Łukasiewicz napisał rozprawę architektoniczną (nieopublikowaną) uzupełniającą jego pierwszą książkę "Urbanisme des places et des rues".
Znaczna część archiwów Krzysztofa Łukasiewicza dostępna jest w Cité de l'Architecture et du Patrimoine w paryskim departamencie Francuskiego Instytutu Architektury (IFA).